# Catwoman
Catwoman és un personatge de ficció de l'Univers DC. Creada per Bill Finger i Bob Kane, apareix per la primera vegada al comic book Batman 1 publicat el 24 d'abril de 1940, amb data de portada primavera de 1940. Diverses heroïnes han portat la el disfressa de Catwoman, sobretot Selina Kyle i Holly Robinson. Va ser interpretada per Julie Newmar i Eartha Kitt a la sèrie l'any 1966, Lee Meriwether al film de 1966, Michelle Pfeiffer al film Batman: el repte l'any 1992, Halle Berry al film Catwoman de 2004 i finalment per Anne Hathaway al film El cavaller fosc: la llegenda reneix de Christopher Nolan el 2012. A la sèrie Gotham de 2014, és Camren Bicondova que interpreta Selina Kyle a l'època de la seva adolescència.
Originalment, Catwoman era una lladre de joies, experta en disfressar-se i era coneguda simplement com La Gata. Amb els anys va anar evolucionant fins a convertir-se en un personatge molt més sensual i complex, a més de portar un vestit totalment diferent.
Generalment s'observa una forta atracció entre ella i Batman, que, amb el pas del temps, s'ha convertit en un complicat, profund i impossible amor. Juntament amb Talia al Ghul, Catwoman ha estat l'interès romàntic històricament més recurrent de Batman.

## Biografia fictícia
Als còmics, diversos personatges han portat la disfressa de Catwoman.

### Selina Kyle
Selina Kyle és la Catwoman original.
Amb 13 anys, Selina s'escapa del centre de detenció juvenil de Sprang Hall i va a Gotham City. Allà, la fugitiva viu de forma precària. Amb 17 anys, gaudeix d'un confort relatiu a l'East End castigat per la criminalitat. Aleshores coneix una jove, Holly Robinson. Selina es posa a defensar Holly i els altres seductors d'East End. Quan Selina esdevé Catwoman, Holly marxa a refugiar-se a casa de Maggie, la germana de Sélina. Holly troba la seva vella amiga Selina en mig de l'actuació d'un assassí en sèrie de prostitutes. Gràcies a Selina, Holly surt del carrer, i l'ajuda després en la seva carrera de justiciera emmascarada : la vida de Catwoman és des d'aquest instant consagrada al combat contra el crim.

### Holly Robinson
Amb 13 anys, fuig de casa seva. Holly coneix Selina quan aquesta s'interposa quan un policia intenta violar-la.
Holly agafa el relleu després de la maternitat de Selina. Aquesta última té una filla de nom Helena. Cedeix la seva disfressa a Holly Robinson per protegir l' East End. Holly ha estat entrenada per Selina Kyle i Wildcat per ser una combatent millor.

## Descripció
La seva vestimenta ha estat molt diferent segons les èpoques. A l'origen, no portava més que un mascarot de gat amb un vestit. A continuació un capell amb orelleres. Una disfressa verda i violeta composta d'una capa i d'ulleres van aparèixer als anys 1960. Se li afegeix un fuet (o una fusta) en la mateixa època. Als anys 1980 i al començament dels anys 1990, porta uns pantis de color porpra i els seus cabells es tornen arrissats i llargs. L'actuació de Michelle Pfeiffer al film Batman, el repte l'any 1992 van canviar la dona - Catwoman es va apropar sensiblement amb sumptuositat fetitxista en Vinil negre lluent, urpes punxegudes i mascarot descosit. Després, el negre serveix generalment a la vestimenta de Selina Kyle, però s'hi afegeixen ulleres estilitzades semblants a les que es fan servir per la pràctica de l'esquí. La vestimenta d'Anne Hathaway al film The Dark Knight Rises s'acostarà d' altra banda a la de Julie Newmar amb ulleres de visió nocturna retractil donant l'aspecte d'orelles de gat a la seva silueta. El 2004, Catwoman és interpretada per Halle Berry, amb una vestimenta prou estilitzada.

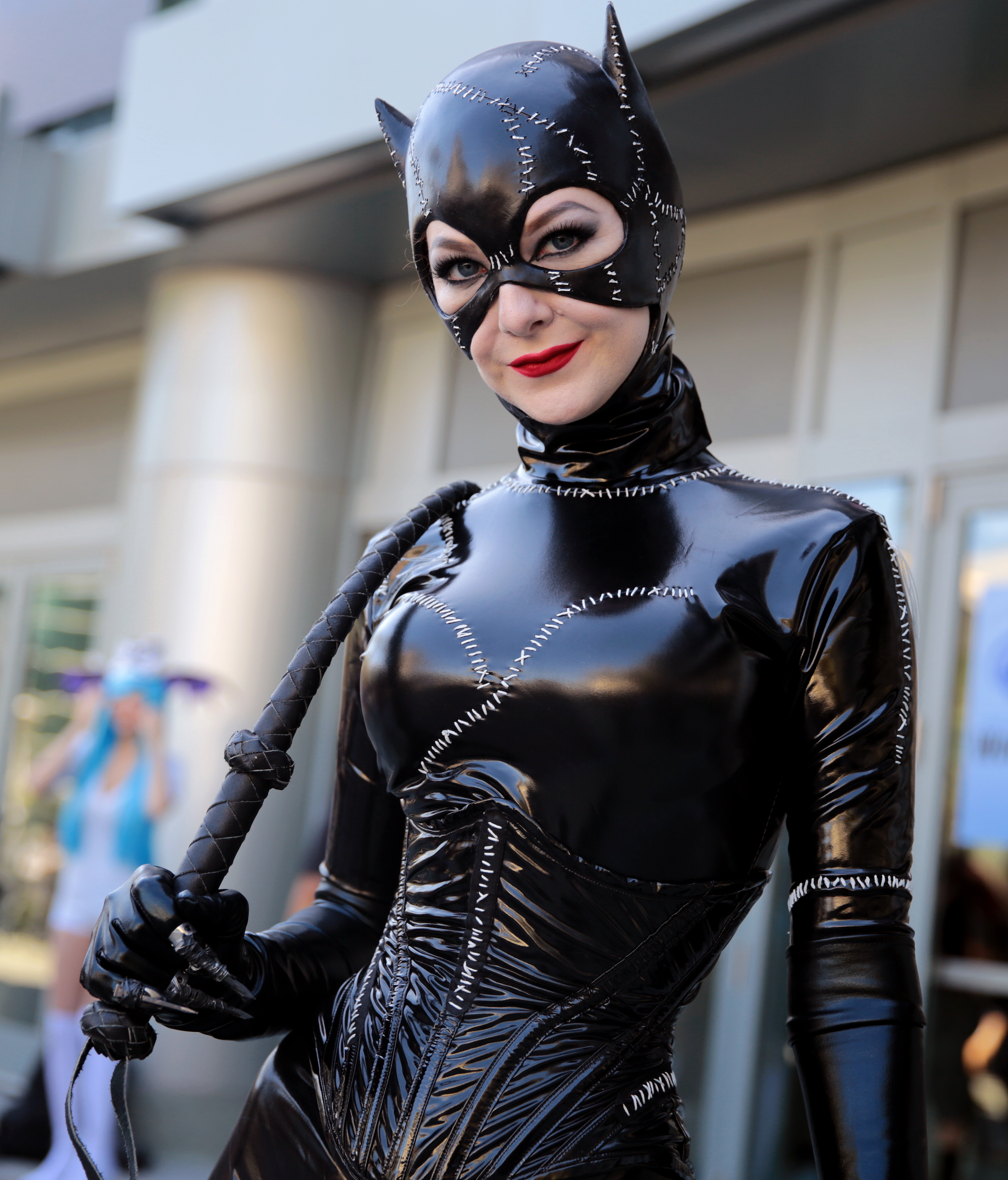
Versió més moderna del vestit de Catwoman (cosplay)

Catwoman és bisexual. Genevieve Valentine, que ha escrit els guions de les aventures de Catwoman, declara el febrer de 2015, quan la bisexualitat de Catwoman és clarament descrita al número 39 del còmic: «Per mi, això no era tant una revelació com una confirmació.»
Ha estar descrita en els dibuixos animats com una atracadora anomenada The Cat en el primer número del comic book Batman el 1940. Al final de l'episodi, Batman la va deixar escapar. El 1941, aquest personatge va tornar amb el nom de Catwoman. Contràriament a altres malvats de Gotham, aquesta no és pas l'encarnació del mal; se situa en una zona gris caracteritzada per delictes i de bones accions (no vol en cap cas esdevenir una homicida).
Catwoman, de nom real Selina Kyle és una de les enemigues de Batman més populars. Des de la seva creació l'any 1940 per Bill Finger i Bob Kane, al còmic Batman 1, una multitud de versions del personatge han perdurat en la cultura popular. Originalment, no era més que una atracadora digna dels altres adversaris de Batman. Mentre que els guions es polien i se la feia més atractiva, un idil·li es va dibuixar entre ella i el cavaller de Gotham City. Segons la versió en voga (films, dibuixos animats o còmics) i segons les èpoques, l'origen de Selina Kyle és molt diferent. Riquíssima ecologista fanàtica dels felins, secretària assassinada pel seu patró, a continuació tornada a la vida pels gats dels carrerons, prostituta assassinada pel seu proxeneta, etc. És molt sovint l'encarnació d'una dona abusada, violentada que ha de morir per canviar d'identitat, prendre el control de la seva vida i venjar-se.
Des dels anys 1990, DC Comics, l'editor dels comics de Batman va decidir que era temps de donar a Catwoman la seva pròpia sèrie. Aquesta sèrie el 2005, és encara en curs, i posa en escena una Catwoman de look més modern, lliurement inspirat en el que té a Batman Returns, però més adaptat a la vida de lladregota de Selina Kyle. D'altra banda, aquest disseny ha servit de base a la Catwoman dels dibuixos animats The Batman.
En la cultura popular occidental, Catwoman ha esdevingut un símbol de la dona fatal, associant elegància, independència, bellesa i ambivalència. Amb l'associació Harley Quinn / Poisson Ivy, encarna l'aspecte feminista de l'univers Batman i fins i tot més enllà.
Des del punt de vista estètic, el personatge creat és en un principi l'encreuament entre la cosina de Kane, Ruth Steel, i l'actriu Jean Harlow, dona fatal dels anys 1930. Les dones són després de Kane criatures felines, triant el símbol del gat.

## Aparicions en altres mitjans de comunicació

### Còmics
- Batman: Silenci
- Batman: Un llarg Halloween
- Amarga Victòria
- Catwoman: La regla del joc
- Batman: Dark Knight
- Ed Brubaker presenta Catwoman
- Batman: Any U (Frank Miller /David Mazzucchelli)

### Sèries de televisió

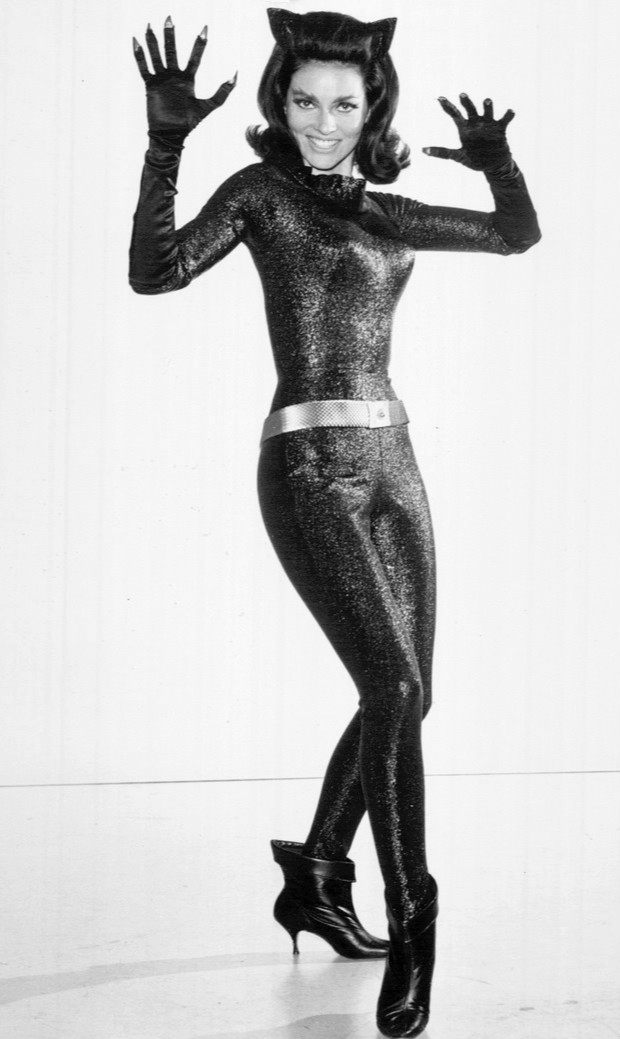
Lee Meriwether com a Catwoman el 1966

- 1966-1968 : Batman de William Dozier, interpretada per Julie Newmar, Lee Meriwether i després Eartha Kitt
- 2002-2003 : Els Àngels de la nit de Laeta Kalogridis, amb Maggie Baird
- Des de 2014 : Gotham de Bruno Heller, amb Camren Bicondova

### Sèries animades
- 1992-1995: Batman de Paul Dini, Bruce Timm i Eric Radomski, amb Adrienne Barbeau.
- 1997-1999: Batman (The New Batman Adventures) de Alan Burnett, Paul Dini i Bruce Timm, amb Adrienne Barbeau.
- 2000-2002: Gotham Girls (31 episodis, Noodle Soup Produccions), amb Adrienne Barbeau
- 2004-2008: The Batman de Michael Goguen i Duane Capizzi, amb Gina Gershon.
- 2008-2011 : Batman: The Brave and the Bold de James Tucker, amb Nika Futterman.

### Cinema
- 1966: Batman de Leslie H. Martinson, amb Lee Meriwether
- 1972: Batwoman & Robin  de Jun Aristorenas, amb Sofia Moran (film no oficial)
- 1973: Fight Batman Fight!  de Romeo N. Galang, amb Lotis Key (film no oficial)
- 1992: Batman Returns de Tim Burton, amb Michelle Pfeiffer
- 2004: Catwoman de Pitof, amb Halle Berry. En aquest film, Patience Phillips és una Catwoman alternativa a l'univers de Batman.
- 2012: The Dark Knight Rises de Christopher Nolan, amb Anne Hathaway[9]
- 2014–2019: Gotham, amb Camren Bicondova